# 糯米紙

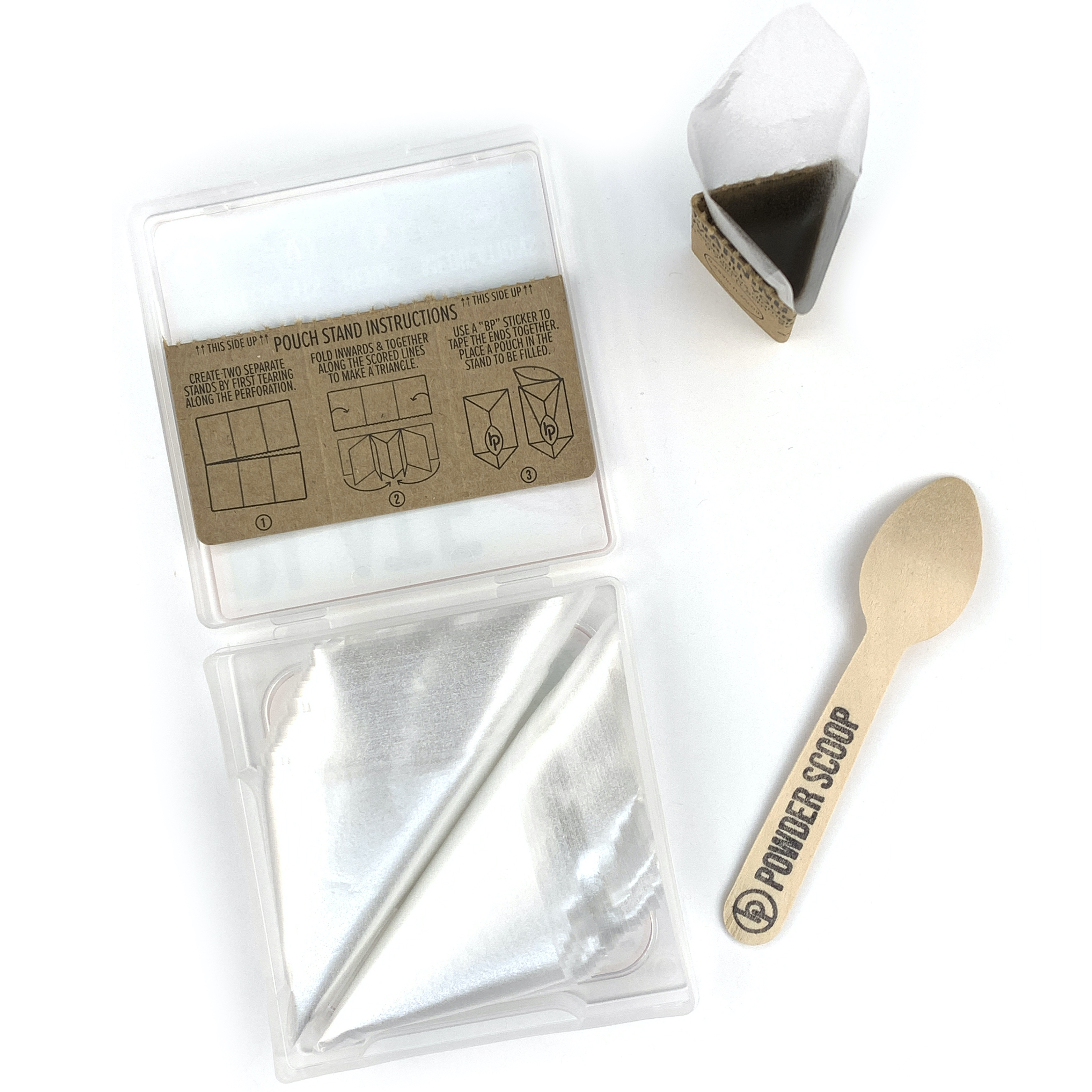
可食用的糯米纸

糯米紙，是一种可食用的薄膜，制作原料为淀粉、明胶和少量卵磷脂，透明无味。糯米紙分為普通糯米纸、包药片糯米纸兩類。大陆江南地区亦称其为糖衣。
普通糯米纸用来包裹糖果、糕点等食品，避免食品黏在一起，常用它來包裝的食品有花生糖、牛軋糖、牛奶糖、糖葫芦、巧克力等等。包药片糯米纸用来包裹带有苦味或异味的固态药物，以方便患者吞服。这种糯米纸要包裹住药物放入口中并喝水之后不破损、无苦味异味渗出、且变润滑易吞服直到吞入胃中为止，因此包药片糯米纸的柔韧性、隔离性、润滑性比普通糯米纸要好。